# Ambrogio Figino

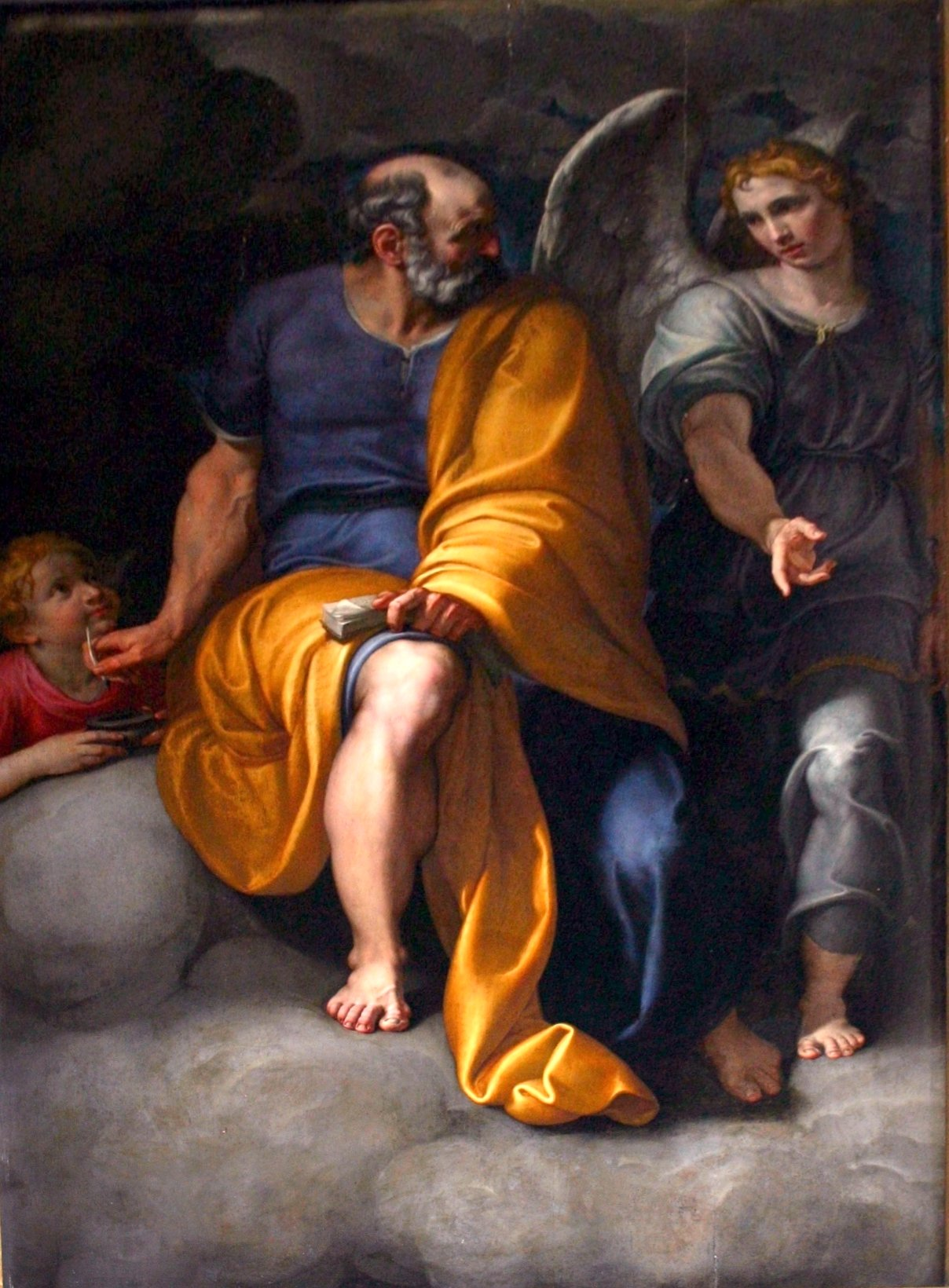
San Matteo, chiesetta di San Raffaele à Milan

Ambrogio Figino ou Giovanni Ambrogio Figino (Milan, 1553 – 11 octobre 1608) est un peintre italien du maniérisme lombard.

## Biographie
Élève de Giovanni Paolo Lomazzo en 1564, Figino s'impose dans le panorama artistique milanais initialement comme portraitiste.
Son effigie d'Ambrogio Annoni, qu'on peut lui attribuer avec certitude, montre une capacité minutieuse à rendre les détails digne de la peinture flamande. Dans les premières années 1580, l'artiste reçoit des Jésuites la commande pour deux retables, l'un à San Fedele : la Madonna della Serpe (qui a inspiré Caravage, 1581-1583), l'autre, l'Incoronazione della Vergine (1585-1586).
À ces années-là, remonte probablement le voyage romain de Figino. La ville éternelle où siège l'art de Michel-Ange, outre ses études de l'art ancien, est décisive pour sa formation, comme il est évident dans ses peintures suivantes, comme le très beau Saint Matthieu et l'Ange, lui aussi réinterprété dans un  tableau du Caravage.
Son retable de Sant'Ambrogio che sconfigge Ario, aujourd'hui à la pinacothèque de Brera (dont une autre version est dans l'église de Sant'Eustorgio), date de 1590.
De 1590 également, sont le Passaggio del Mar Rosso et la Natività, une série de buffets d'orgue du Dôme de Milan, laissés interrompus par Giuseppe Meda, qui auraient été ensuite complétés par Camillo Procaccini.
De 1599, date la toile de Jupiter et Io peinte à la suite d'une commande exceptionnelle de l'empereur Rodolphe II du Saint-Empire (aujourd'hui à Pavie, Pinacoteca Malaspina).
Dans les dernières années de sa vie, Figino exécute un vaste cycle de peintures pour San Vittore al Corpo, l'église des Olivétains de Milan.

## Œuvres

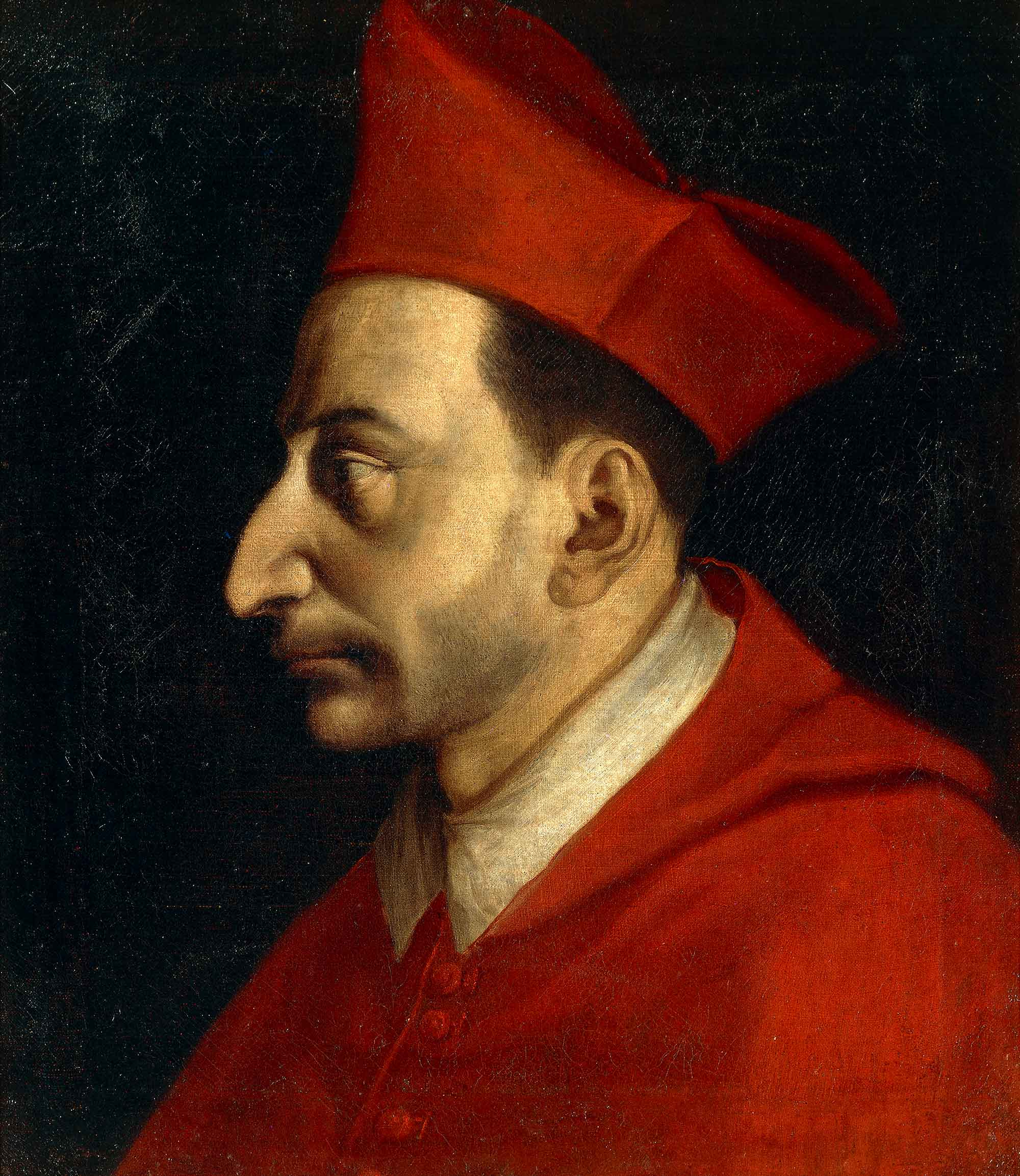
Charles Borromée

- Agonie dans le jardin, études, Royal Collection, Londres.
- Junon, Jupiter et Io, Musées civiques de Pavie, Pavie
- Portrait de Charles Borromée, pinacothèque Ambrosienne, Milan.
- Étude de nus, Musée des beaux-arts de Rennes.
- San Matteo, chapelle de droite de la chiesetta di San Raffaele, Milan.
- Le Christ en croix entre la Vierge et Saint Jean, huile sur toile, 34 × 25 cm, Musée des beaux-arts, Rouen.

## Sources
- (it) Cet article est partiellement ou en totalité issu de l’article de Wikipédia en italien intitulé « Ambrogio Figino » (voir la liste des auteurs).